# Breguet 790 Nautilus
Le Bréguet 790 Nautilus, est un hydravion à coque triplace de reconnaissance côtière développé à partir de 1937 par la Société anonyme des ateliers d'aviation Louis Breguet. Seuls deux prototypes furent construits. La construction des 45 exemplaires de série prévus ne fut jamais terminé, en raison de la capitulation de la France en juin 1940.
Ce projet fut développé à la demande conjointe du Ministère de la Marine et du Ministère de l'aviation en 1937. Il fut définitivement adopté en 1938 avec la commande de deux prototypes. Les essais en vols ont commencé en 1939 avec le premier modèle. Le deuxième ne fût construit qu'en janvier 1940.

## Caractéristiques
Après analyse des clichés d'époque de l'avion, nous pouvons en déduire que 2 hommes étaient à l'avant de l'appareil dans un cockpit fermé, le pilote et le navigateur. Le dernier homme était au poste de mitrailleuse arrière dans un cockpit ouvert. La structure de l'avion est entièrement métallique. La stabilité de l'appareil était garantie par deux flotteurs accrochés aux ailes.
Les bombes de 75 kg pouvaient être attachées à côté des flotteurs sous les ailes de l'avion (1 bombe par aile). L'hélice de l'avion a été fournie par la société Ratier. Il s'agit du modèle d'hélice tripale à pas variable de série 1675.

## Essais et commandes
Le premier prototype aurait été conçu à l'usine de Biscarrosse en septembre 1939. Il semblerait que les essais aient été concluants sur les caractéristiques de vol mais le manœuvrabilité de l'appareil était plus difficile sur l'eau. La longueur de l'appareil aurait été agrandie de 0,35m passant de 12,65 à 13,00 mètres pour remédier à ce problème. Les tests du deuxième modèle en janvier et février 1940 auraient entrainé des modifications sur la coque de l'appareil. Les deux prototypes auraient réalisé avec succès des patrouilles côtières.
Après validation des derniers essai en février 1940, les deux ministères auraient d'abord commandé 75 appareils de ce type puis réduit à 45 en mai 1940. La répartition de la production des avions est confuse au niveau du nombre. Une partie serait produite directement dans les usines de Louis Bréguet et une autre partie directement à Toulon,. La réduction de commandes serait attribuée au faible taux de perte d'appareils de ce type en 1940 et leur intérêt stratégique moindre.

## Variantes
Deux modèles dérivés du Bréguet 790 furent élaborés mais jamais construits. Avec la reddition de la France, ces deux projets furent aussi abandonnés. Le Bréguet 791 devait être équipé d'un moteur en étoile unique de modèle Gnome & Rhône 14M. Le Bréguet 792 était une version adaptée pour les reconnaissances menées depuis un bateau avec catapultage. Il serait équipé de deux moteurs Béarn,, sûrement le Béarn 6. Il possédait également la capacité de repliage mécanique des deux ailes.